# Muzeum Pszczelarstwa w Kamiannej
Muzeum Pszczelarstwa w Kamiannej – prywatne muzeum położone w Kamiannej (powiat nowosądecki). Placówka mieści się na terenie Pasieki „Barć”, będącej własnością Emilii i Jacka Nowaków.
Na zbiory muzeum składają się dwie ekspozycje: biograficzna, poświęcona osobie ks. dra Henryka Ostacha – kapłana i pszczelarza, długoletniego prezesa Polskiego Związku Pszczelarskiego oraz wystawa związana z tematyką pszczelarstwa. W ramach niej prezentowana są urządzenia i narzędzia pszczelarskie, pochodzące z okresu ostatnich 200 lat.
Obok muzeum znajduje się Zagroda Bartnik – skansen uli figuralnych oraz rzeźb, przedstawiających m.in. św. Ambrożego - patrona pszczelarzy. W ramach pasieki działają również: punkt handlowy, lokal gastronomiczny (karczma) i pensjonat.
W pobliżu znajduje się Dom Pszczelarza Polskiego Związku Pszczelarskiego.

## Galeria

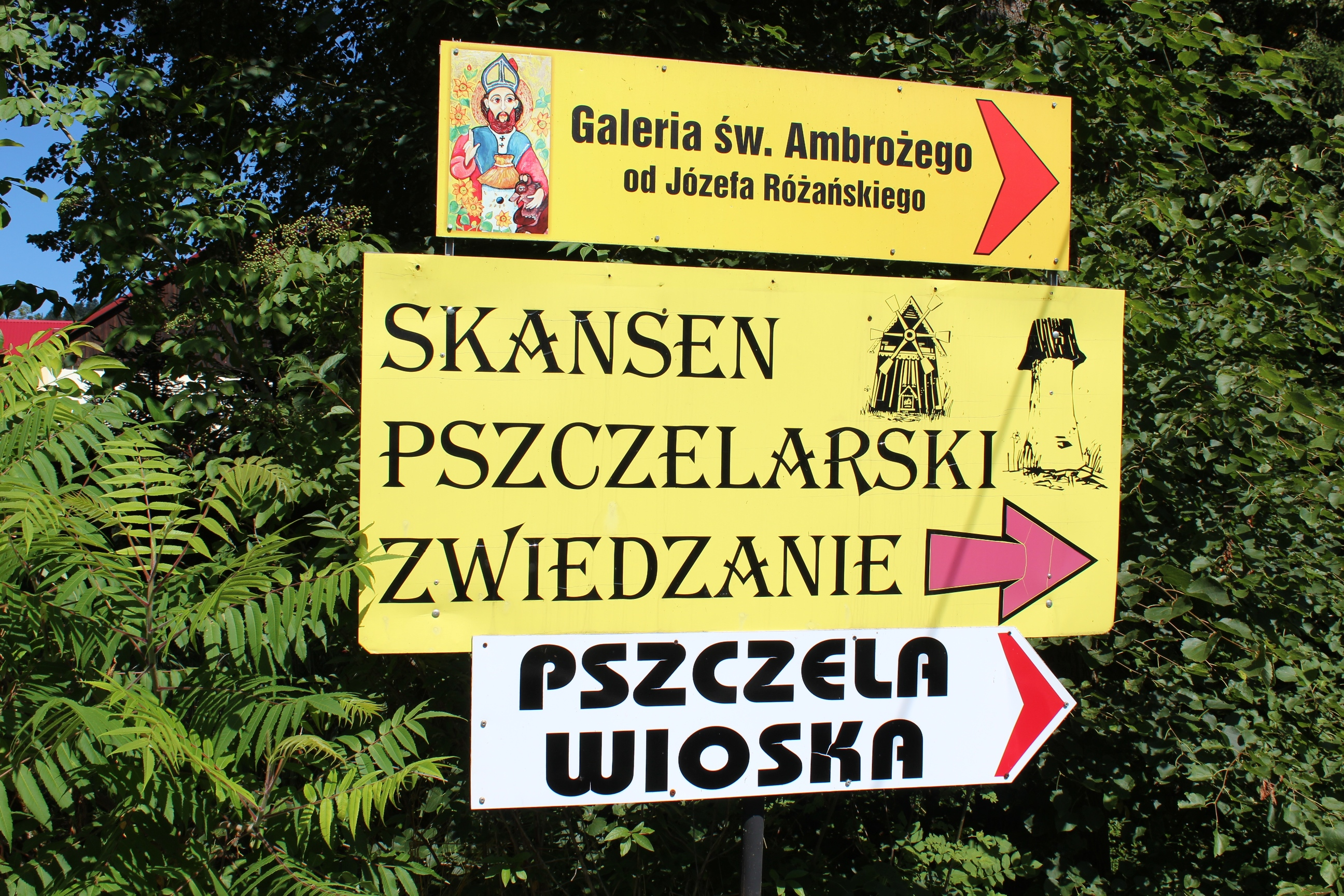
Drogowskazy do atrakcji pszczelarskich
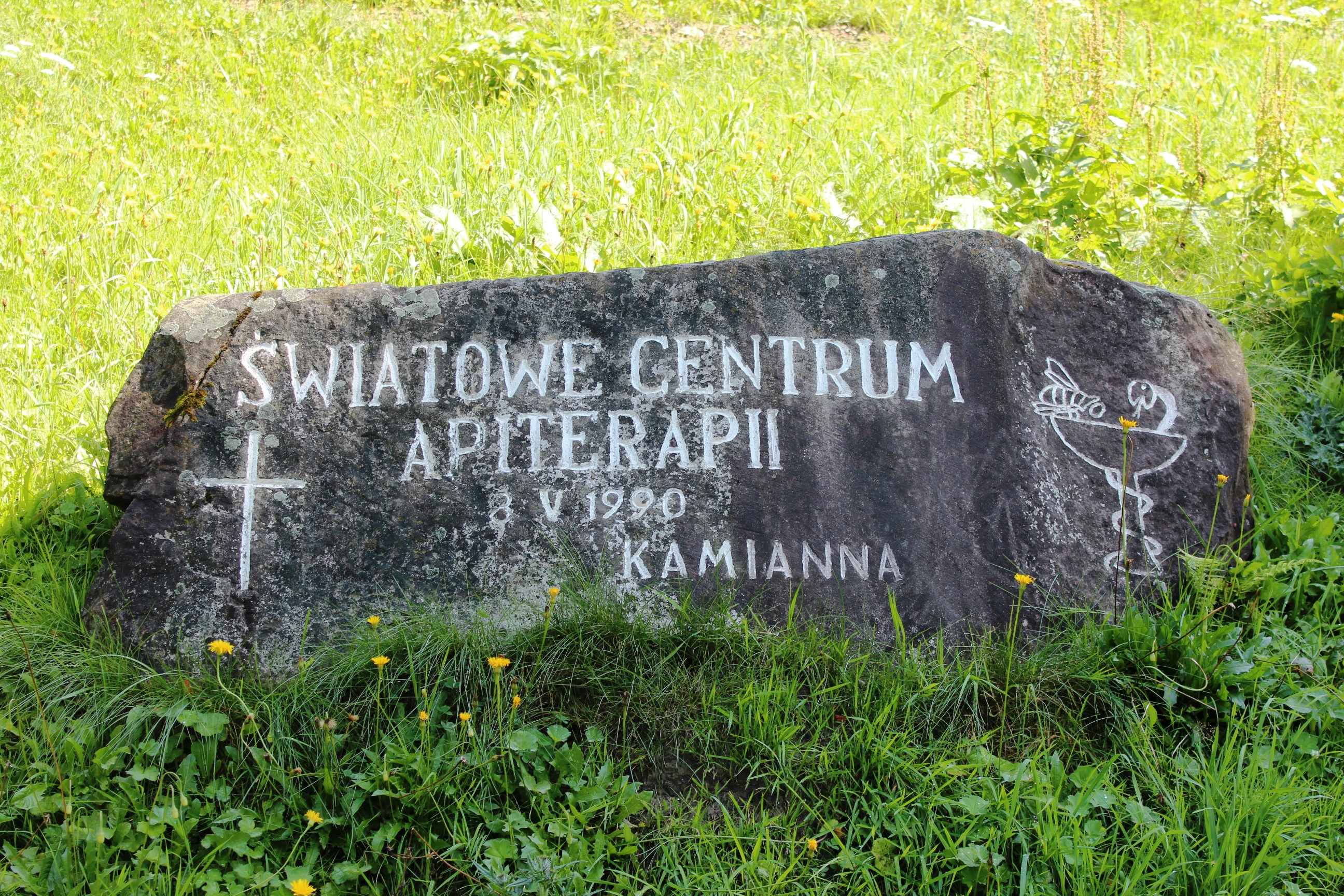
Głaz Światowego Centrum Apiterapii
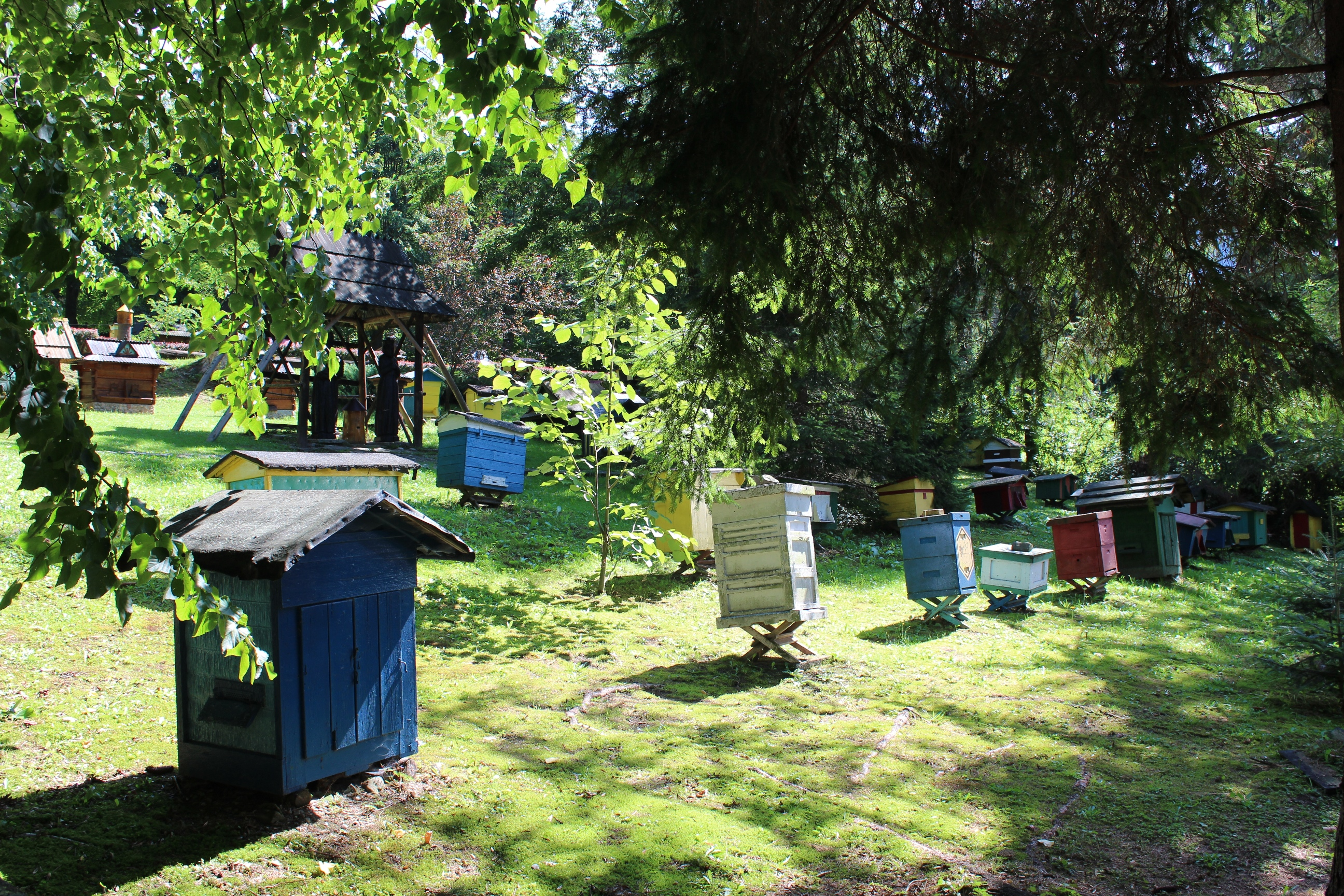
Ekspozycja plenerowa (skansen)
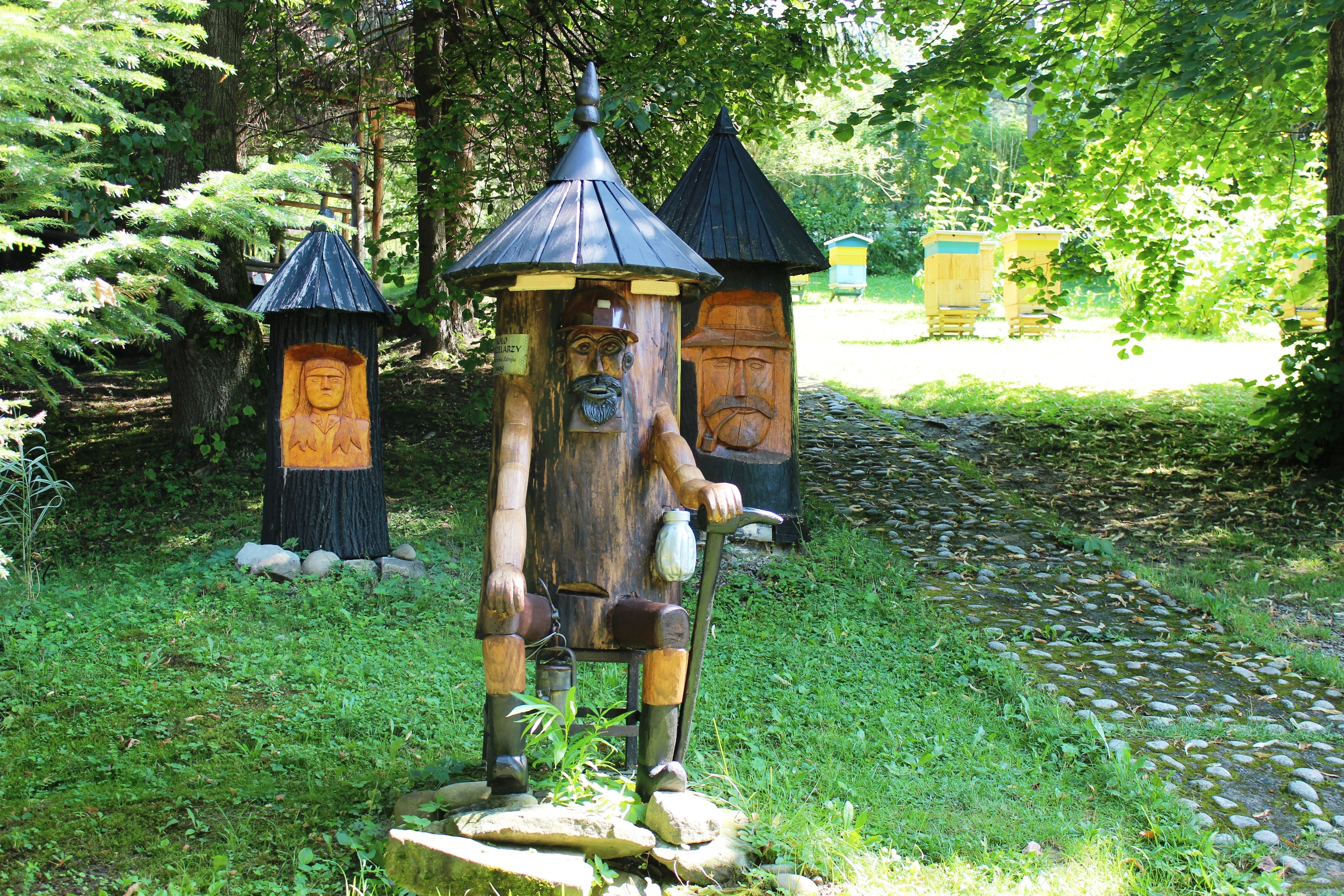
Ekspozycja plenerowa (skansen)
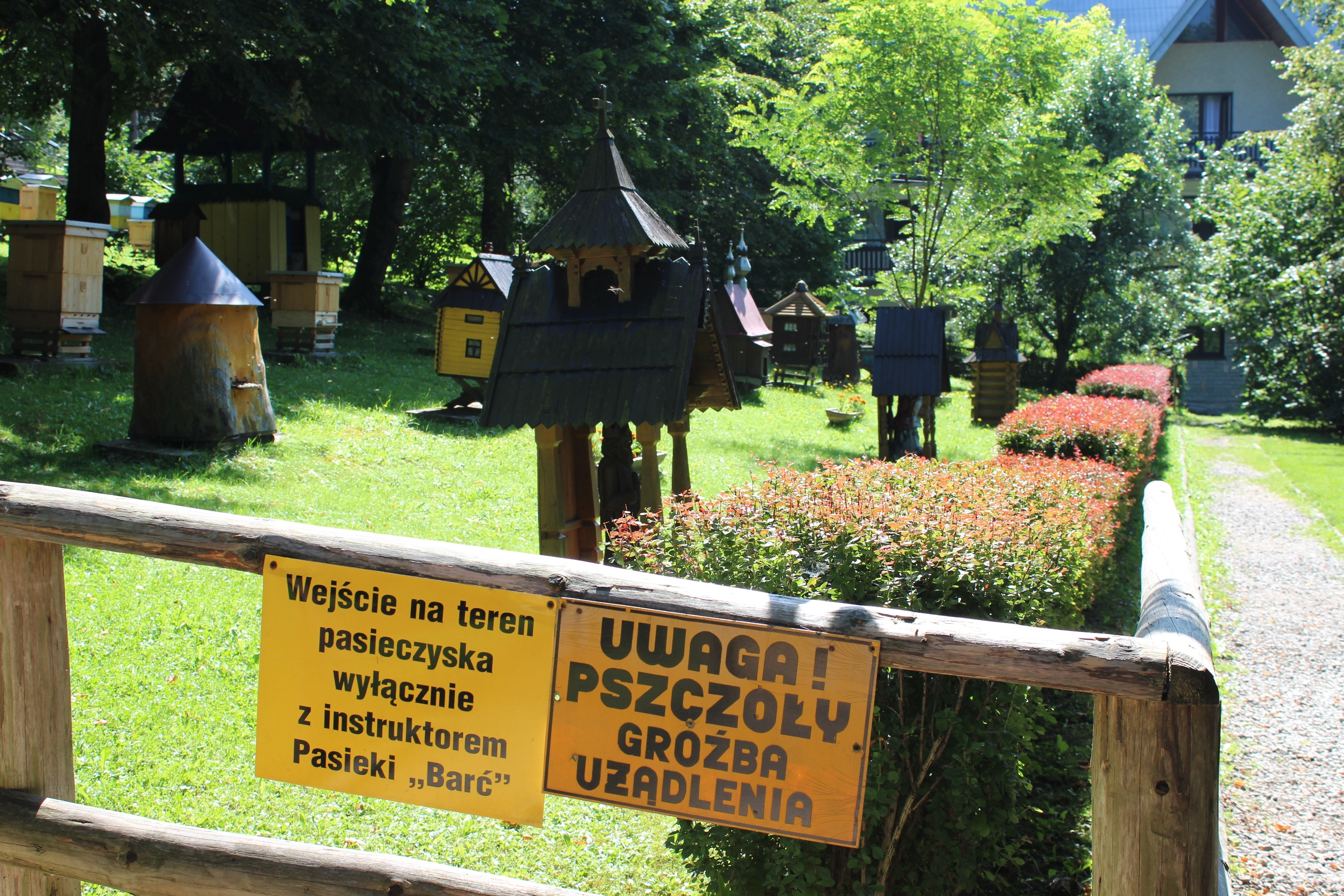
Ekspozycja plenerowa (skansen)
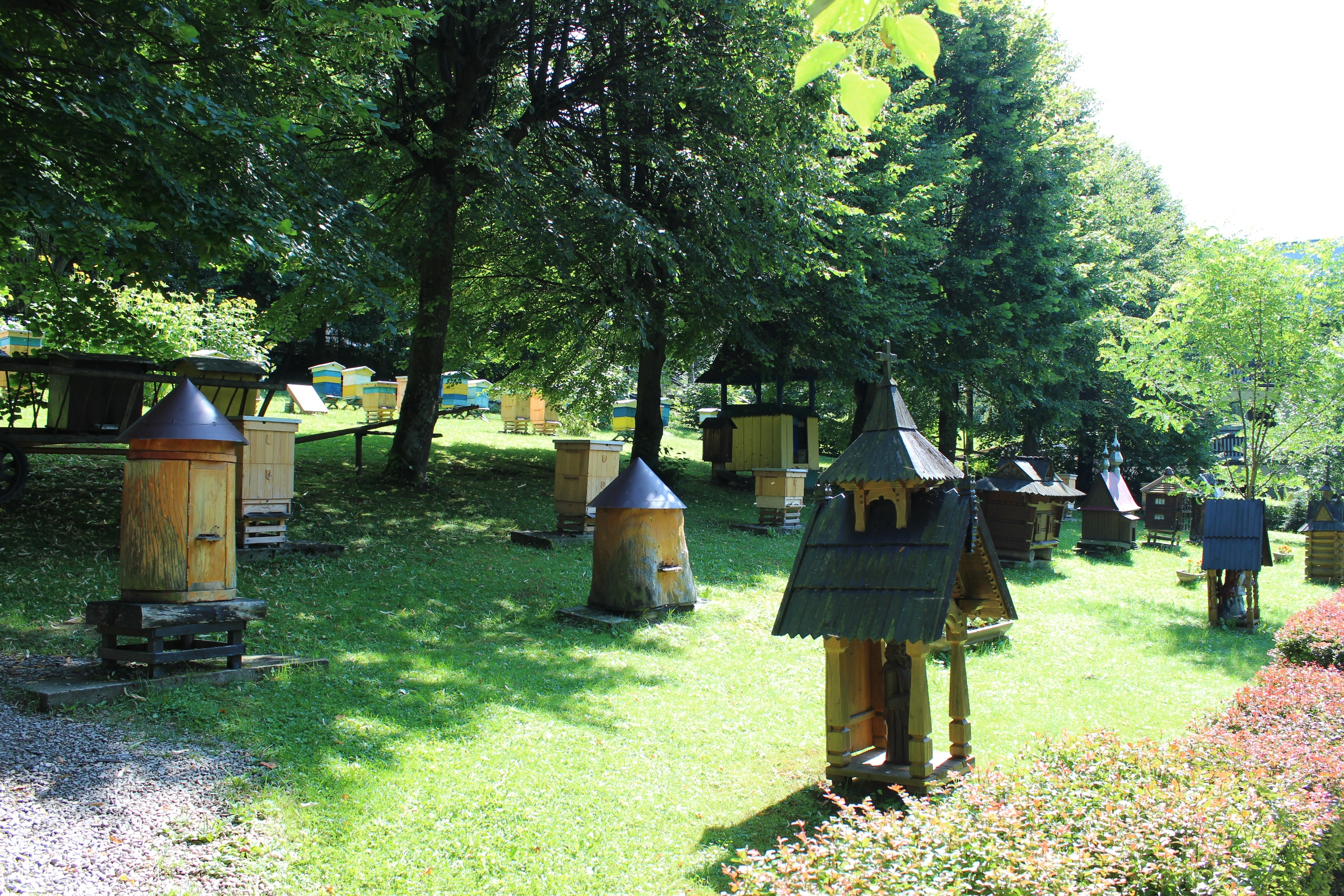
Ekspozycja plenerowa (skansen)
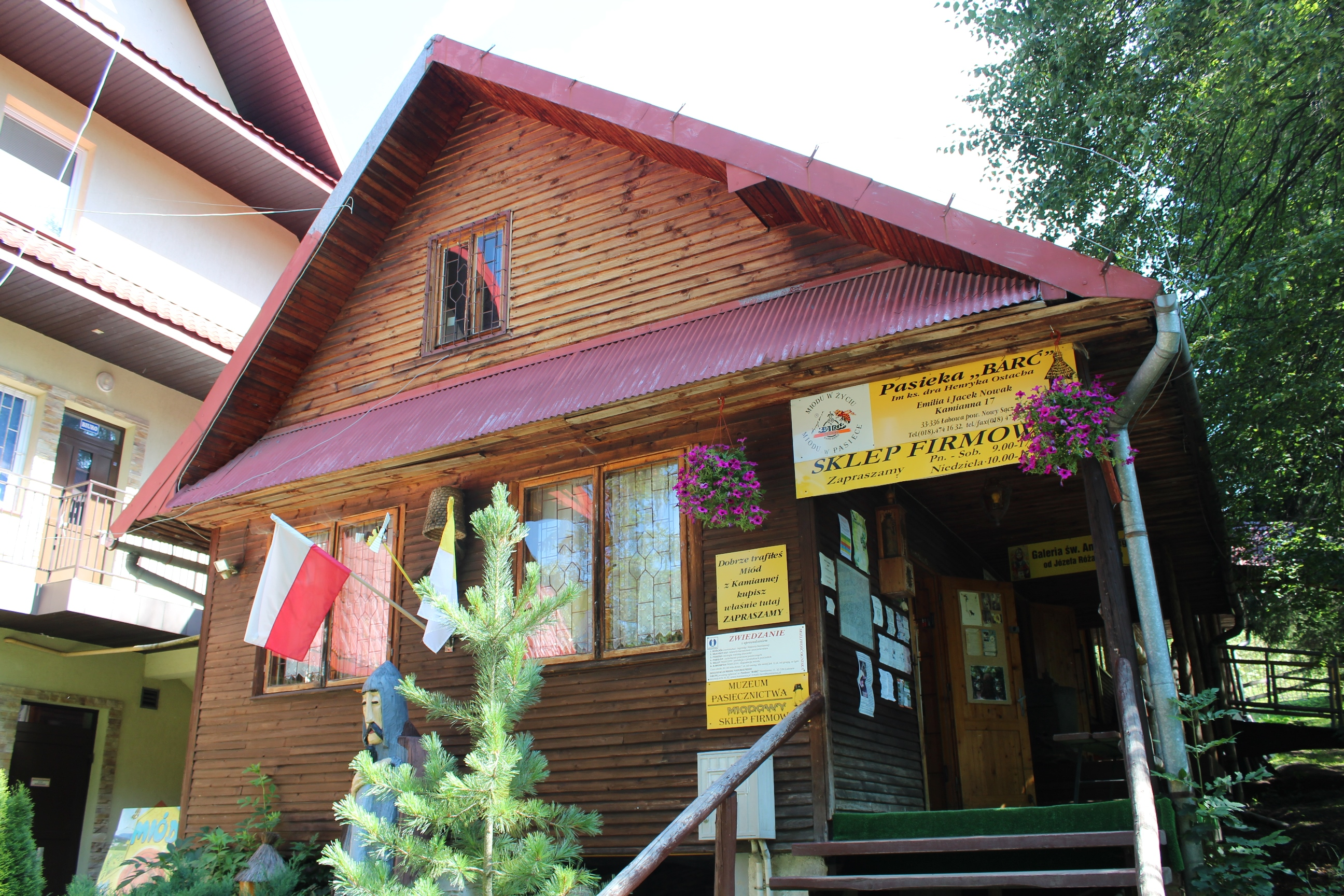
Ekspozycja muzealna
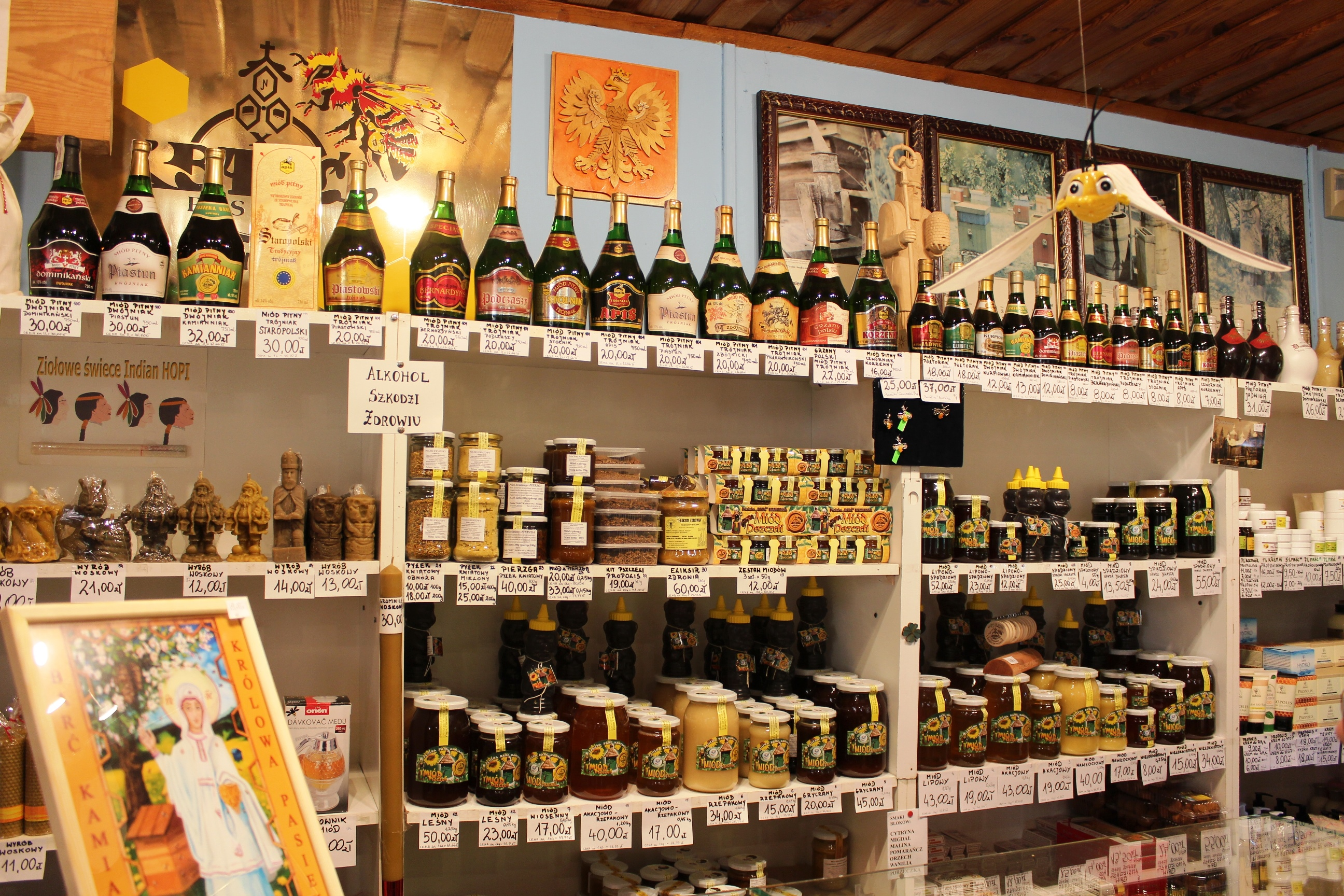
Sklep pszczelarski